# Campeonato Maranhense de Futebol de 1989
O Campeonato Maranhense de Futebol de 1989 foi a 68º edição da divisão principal do campeonato estadual do Maranhão. O campeão foi o Moto Club que conquistou seu 19º título na história da competição. O artilheiro do campeonato foi Zé Roberto, jogador do Moto Club, com 26 gols marcados.

## Premiação
| Campeonato Maranhense de 1989  |
| São Luís                       |
| ------------------------------ |
| Moto Club Campeão (19º título) |